# Dasineura spadicea
Dasineura spadicea är en tvåvingeart som först beskrevs av Ewald Rübsaamen 1917.  Dasineura spadicea ingår i släktet Dasineura och familjen gallmyggor. Inga underarter finns listade i Catalogue of Life.